# (19783) Antoniromanya
(19783) Antoniromanya (2000 QF71) – planetoida z pasa głównego asteroid okrążająca Słońce w ciągu 5,35 lat w średniej odległości 3,06 j.a. Odkryta 27 sierpnia 2000 roku.